# Décès en janvier 1969
Décès
- 1965
- 1966
- 1967
- 1968
- 1969
- 1970
- 1971
- 1972
- 1973

Pour une information complémentaire, voir la page d'aide.

| Date       | Nom               | Pays                 | Activités             | Âge | Source |
| ---------- | ----------------- | -------------------- | --------------------- | --- | ------ |
| 16 janvier | Karin Anckarsvärd | Drapeau de la Suède  | Écrivaine suédoise.   | 53  |        |
| 31 janvier | René Buzelin      | Drapeau de la France | Journaliste français. | 83  |        |